# SeaBus

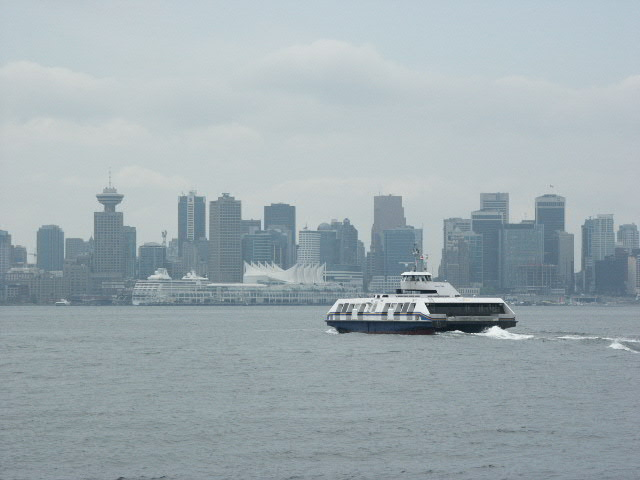
Eine SeaBus-Fähre unterwegs in Richtung Vancouver

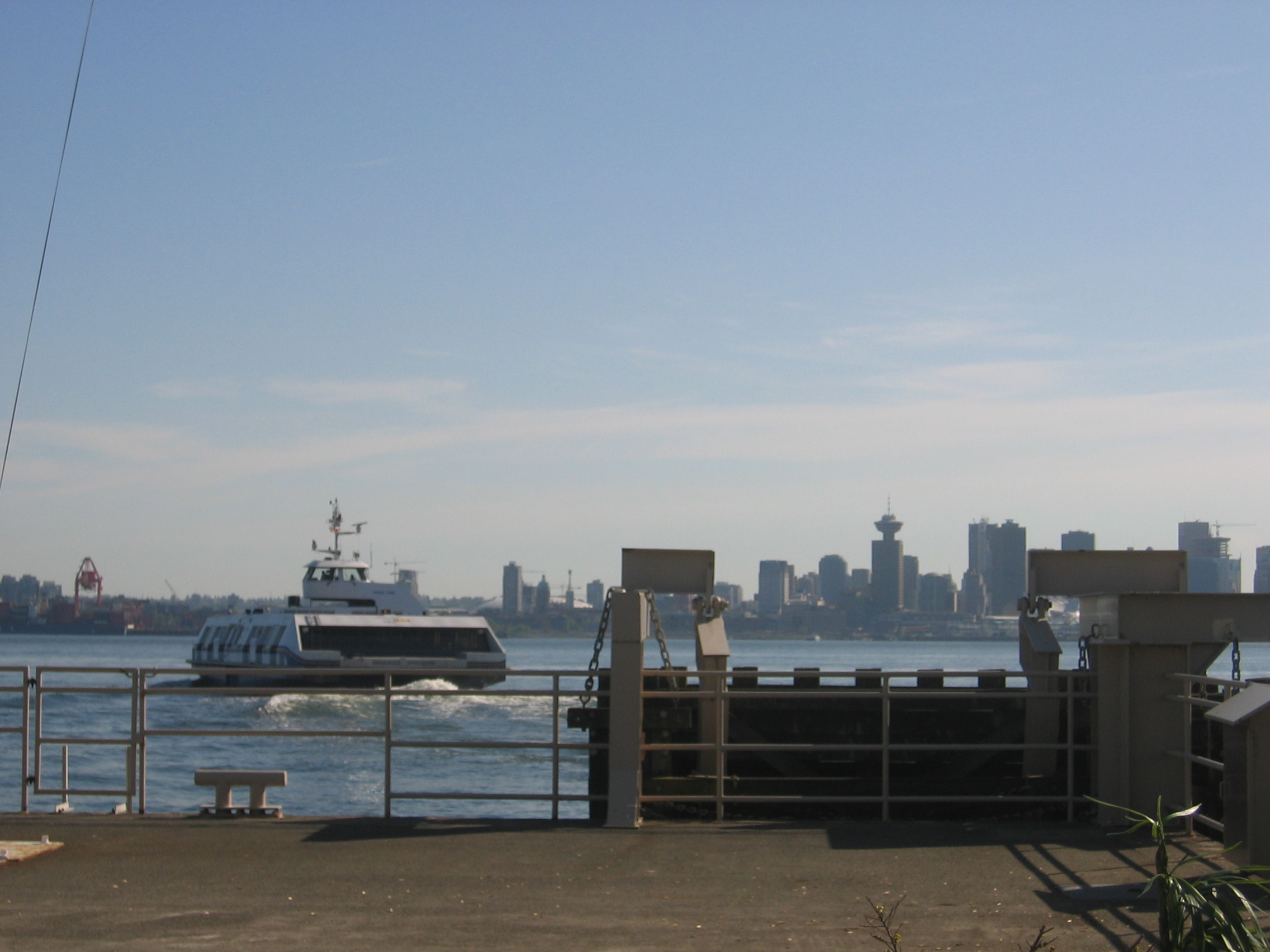
Anlegestelle in North Vancouver

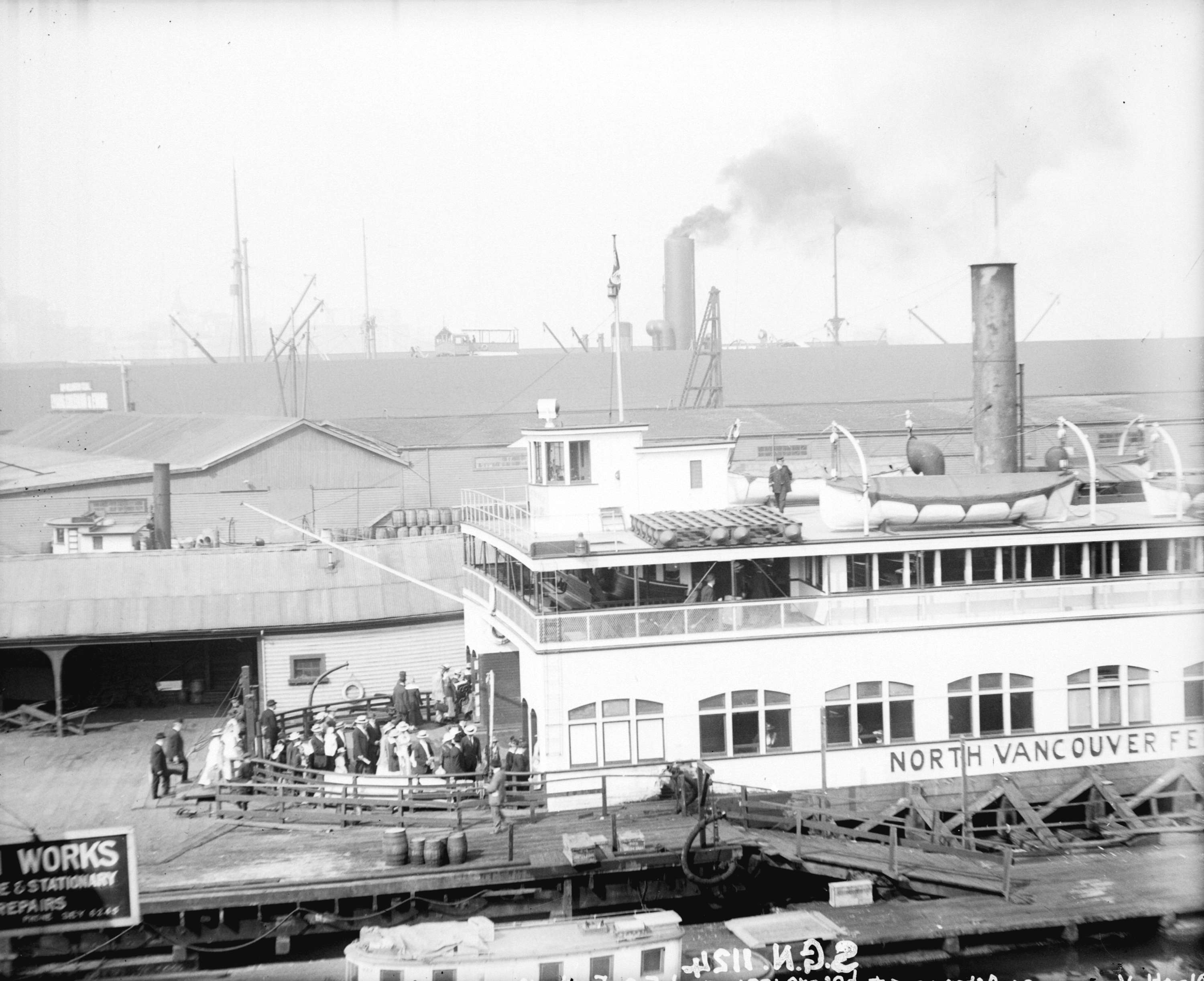
Fähre No. 2 im Jahr 1915

SeaBus ist eine Personenfährverbindung über den Burrard Inlet, die Vancouver mit North Vancouver verbindet. Betreiberin ist die Coast Mountain Bus Company. SeaBus ist Teil des Verkehrsverbundes TransLink. Die Anlegestelle in Vancouver befindet sich am Bahnhof Waterfront, wo zum SkyTrain und zum West Coast Express umgestiegen werden kann. In North Vancouver legt die Fähre am Lonsdale Quay an.

## Betrieb
Die Fährverbindung ist täglich zwischen 6:00 Uhr und 0:30 Uhr in Betrieb. Von Montag bis Samstag verkehren tagsüber beide Fährschiffe im 15-Minuten-Takt, die reine Fahrzeit beträgt 10 bis 12 Minuten. Am Abend und an Sonntagen ist nur ein Schiff im 30-Minuten-Takt unterwegs. Wie in Vancouver bei allen öffentlichen Verkehrsmitteln üblich, ist die Benutzung am Neujahrstag kostenlos. Eingesetzt werden insgesamt 3 Fährschiffe, es sind die Burrard Beaver (Baujahr 1976) sowie die Burrard Pacific Breeze (2009) und die Burrard Otter II (2014). Die Fähren fassen 385 Passagiere. Es handelt sich dabei um Katamarane aus Aluminium mit vier Dieselmotoren und vier Propellern. Kleinere Wartungsarbeiten finden in der Regel nachts statt, und an Sonntagen finden, wegen des dann geltenden 30-Minuten-Takts, größere Wartungsarbeiten statt. Die Motoren sind grundsätzlich die gleichen wie bei den Bussen von TransLink.

## Geschichte
Der erste regelmäßige Fährbetrieb wurde im Jahr 1900 mit dem Schiff North Vancouver aufgenommen. Drei Jahre später übernahm die neu gegründete North Vancouver Ferry and Power Company den Betrieb und baute ein neues Schiff namens St. George. Später wurden die Fährschiffe in North Vancouver Ferry No. 1 und North Vancouver Ferry No. 2 umbenannt. Die Gesellschaft gelangte 1908 in den Besitz der Stadt North Vancouver, die ein drittes Fährschiff bauen ließ, die North Vancouver Ferry No. 3. 1936 wurde die zweite Fähre außer Dienst gestellt.
Nach der Eröffnung der Lions Gate Bridge im Jahr 1938 gingen die Passagierzahlen zunächst zurück, stiegen dann aber während des Schiffbaubooms des Zweiten Weltkriegs wieder an, da viele Arbeiter zu den Werften am Nordufer befördert werden mussten. 1941 wurde das neue Fährschiff North Vancouver Ferry No. 4 in Betrieb genommen und 1942 mietete die Gesellschaft das Schiff Crosline aus Seattle. Im Jahr 1943 wurden über sieben Millionen Passagiere gezählt.
In den 1950er Jahren sanken die Passagierzahlen markant. Die No. 3 wurde 1953 verkauft. Wegen der ständig steigenden Kosten erwies sich der Fährbetrieb als zunehmend unrentabel, dieser wurde am 30. August 1958 eingestellt. Die Fähre No. 4 kam später in Prince Rupert zum Einsatz, während die No. 5 in das schwimmende Seven Seas Restaurant in North Vancouver umgebaut wurde; dieses Restaurant war bis zur Verschrottung des Schiffes im Jahr 2002 in Betrieb. Im Jahr 1977 wurde der Fährbetrieb unter der Bezeichnung SeaBus wieder aufgenommen, nachdem die beiden Städte auf den Bau einer zweiten Autobahn über den Burrard Inlet verzichtet hatten.